# Delta
Дельта (англ. Delta) — сімейство американських ракет-носіїв від спільного підприємства ULA. Ракети характеризуються високою надійністю та економічністю, застосовувались переважно в цивільних цілях.
Перший приватний супутник Телстар-1 був виведений ракетою Дельта.

## Історія
Наприкінці 1958 року, невдовзі після заснування НАСА, виникла потреба в новій цивільній ракеті-носії. Носій мали створити до появи носія Атлас зі ступенем Центавр. За основу взяли Тор з одним із доступних верхніх ступенів — Ейбл, Ейблстар і Аджена.
В січні 1959 року НАСА назвало нову ракету четвертою літерою грецького алфавіту. Контракт на проєктування було підписано навесні 1959, виробництво замовили комапанії Douglas Aircraft і було закріплено назву Тор-Дельта (або просто Дельта).
Базова Дельта була майже ідентичною Тор-Ейбл: перший ступінь Тор, а другий та третій ступінь були успадковані від Венгарду. Було покращено інерційне наведення та активне пілотування під час балістичної фази між відключенням другого ступені та вмиканням третього. Ця перша версія була висотою 27,8 м і важила 51 тонну; могла вивести до 45 кг на ННО.
Перший пуск ракети відбувся 13 травня 1960 року закінчився невдачею — третій ступінь не спрацював.
12 серпня 1960 друга Дельта успішно вивела на орбіту Еко-1 — це був перший з 22 успіхів. НАСА продовжувало використовувати такі носії через надійність і низьку вартість, а також завдяки вдосконаленням, зробленими Дугласом, а потім МакДоннеллом Дугласом.
Наступна аварія відбулася на 24-му пуску у 1964 році.
Восени 1961 компанія Douglas почала розробку вдосконаленої моделі ракети Delta. З того часу кількість моделей сімейства ракет-носіїв Дельта перевищила 30.

## Будова ракети
Перший ступінь загальною масою 51 т, і висотою 28 м, — ракета Тор із силовою установкою МВ-3 тягою 68 т.
Другий ступінь, Дельта (англ. Delta), практично не відрізнявся від блока Ейбл (діаметр 0,84 м, довжина 4,8 м). Модифікований ступінь масою 1,8 т був оснащений двигуном фірми Aerojet AJ10-142 тягою 3,4 т на азотній кислоті та несиметричному диметилгідразині.
Третій ступінь масою 226 кг виготовлений фірмою Hercules в лабораторії ABL. Система керування включала автопілот, установлений на ступені Тор, та радіокомандну систему наведення фірми Bell Telephone Laboratories. Активна ділянка першого ступеня ракети тривала 160 с, після чого здійснювався пуск другого ступеня. Скидання головного обтічника здійснювалося на 180-й секунді польоту.

## Модифікації

### Delta-A
- Роки експлуатації — 1962.
- Кількість пусків — 2.
- Маса корисного вантажу на орбіту 360 км — 317 кг.
- 1-й ступінь — Тор DM-1 висотою 18,2 м із силовою установкою МВ-3-2, нове гасове пальне RJ-1, вкорочений на 1,67 м верхній перехідник з меншою на 180 кг масою конструкції.
- 2-й ступінь — двигун AJ10-118 тягою 3,4 т та тривалістю роботи 120 с.
- 3-й ступінь — твердопаливний двигун Х-248-А5D тягою 1,24 т та тривалістю роботи 38 с.
- Система наведення — радіоінерційна, серії BTL-300.

### Delta-B
- Роки експлуатації — 1962—1964.
- Кількість пусків — 9.
- Маса корисного вантажу на орбіту висотою 360 км — 376 кг.
- 1-й ступінь — Тор DM-21.
- 2-й ступінь — двигун AJ10-118D тягою 3,43 т (змінено габарити ступеня, тривалість роботи зросла до 170 с).
- 3-й ступінь — двигун Х-248-А5DM довжиною 1,5 м, діаметром 0,45 м, масою 240 кг з тягою 1,25 т та тривалістю роботи 42 с.
- Система наведення — радіоінерційна серії BTL-600.

У 1963 ракета Delta-B вивела на стаціонарну орбіту перший космічний апарат. яким став супутник зв'язку Сінком-1.

### Delta-C і Delta-C1
- Роки експлуатації — 1963—1969.
- Кількість пусків — 13.
- Маса корисного вантажу на орбіту висотою 360 км — 407 кг.
- 1-й ступінь — Тор DM-21.
- 2-й ступінь — двигун AJ10-118D.
- 3-й ступінь — двигун Х-248.
- Система наведення — радіоінерційна серії BTL-600.

У 1965 р. ракета Delta-C доставила на полярну орбіту метеорологічний супутник Тайрос-9 з мису Канаверал.

### Delta-D
- Роки експлуатації — 1964—1965.
- Кількість пусків — 2.
- Маса корисного вантажу на орбіту висотою 360 км — 575 кг.
- 1-й ступінь — силова установка МВ-3-3 тягою 77 т.
- 2-й ступінь — двигун AJ10-118D.
- 3-й ступінь — двигун Х-258.
- Система наведення — радіоінерційна серії BTL-600.

Модель D стала проміжним етапом для подальшої модернізації ракет-носіїв Delta.

### Delta-E та Delta-E1
- Роки експлуатації — 1965—1971.
- Кількість пусків — 23.
- Маса корисного вантажу на орбіту висотою 360 км — 734 кг.
- 1-й ступінь — силова установка МВ-3-3 тягою 77 т.
- 2-й ступінь — двигун AJ10-118Е (збільшена потужність до 3,53 т та тривалість роботи до 400 с).
- 3-й ступінь — двигун Х-258.
- Стартові прискорювачі — три «Кастор» (або «Кастор-2» тягою 25 т).
- Система наведення — радіоінерційна серії BTL-600.

При реалізації проекту Delta-E вдалося вдвічі зменшити затрати на експлуатацію ракети-носія.

### Delta-G
- Роки експлуатації — 1966—1967.
- Кількість пусків — 2.
- Маса корисного вантажу на орбіту висотою 360 км — 592 кг.

Двоступеневий варіант моделі Delta-E.

### Delta-J
- Роки експлуатації — 1968.
- Кількість пусків — 1.
- Маса корисного вантажу на орбіту висотою 360 км — 818 кг.

Варіант моделі Delta-E з трьома ступенями.

### Delta-N
- Роки експлуатації — 1968—1972.
- Кількість пусків — 6.
- Маса корисного вантажу на орбіту висотою 360 км — 700 кг.
- 1-й ступінь — силова установка LTT.
- 2-й ступінь — двигун AJ10-118Е.
- 3-й ступінь — не використовувався.
- Стартові прискорювачі — три «Кастор-2» тягою 25 т.
- Система наведення — радіоінерційна серії BTL-600.

### Delta-M
- Роки експлуатації — 1968—1970.
- Кількість пусків — 11.
- 1-й ступінь — силова установка LTT.
- 2-й ступінь — двигун AJ10-118Е.
- 3-й ступінь — двигун ТЕ-364-3.

### Delta-L
- Роки експлуатації — 1969—1972.
- Кількість пусків — 3.

### Delta-N6
- Роки експлуатації — 1970—1971.
- Кількість пусків — 3.

### Delta-M6
- Роки експлуатації — 1971.
- Кількість пусків — 1.

### Delta серії 100
- Роки експлуатації — 1972—1973.
- Кількість пусків — 5.

Починаючи з 1972 ракети отримують цифрову нумерацію. Перша цифра означала кількість стартових прискорювачів, друга — маршовий двигун другого ступеня, третя — тип третього ступеня.

### Delta серії 1000
- Роки експлуатації — 1972—1973.
- Кількість пусків — 5.
- Маса корисного вантажу на орбіту висотою 360 км — 1,83 т.

Delta-2
Дельта IV
Delta IV Heavy